# Mircea Şimon
Mircea Şimon, född den 22 januari 1954, är en rumänsk boxare som tog OS-silver i tungviktsboxning 1976 i Montréal. I finalen förlorade han mot den trefaldige olympiske mästaren från Kuba, Teófilo Stevenson.